# Yoplait
Yoplait est une multinationale française de produits laitiers avec des implantations en France, au Royaume-Uni, au Canada et aux États-Unis.
Depuis sa reprise progressive par la coopérative agricole française Sodiaal de 2021 à 2025, le groupe Yoplait est composé de deux entités filiales de la coopérative : d'une part, Yoplait International dirigé par Myriam Riedel-Kienzi ; et d'autre part, Yoplait France dirigé par Gaël Durand.
Pendant dix ans, le groupe Yoplait a été sous contrôle américain (2011-2021), le groupe agroalimentaire américain General Mills en possédant alors 51 % et Sodiaal, 49 %.
En 2021, la coopérative française rachète les parts de la totalité du capital en France et en Europe, hors activités nord-américaines. Puis en septembre 2024, General Mills et Sodiaal se mettent d'accord sur la reprise des activités canadiennes de Yoplait. L'opération est finalisée en janvier 2025. Les activités américaines doivent quant à elles être reprises par le géant laitier français Lactalis.

## Historique

### Origines
Dès la création de l'ORLAC (Organisation Régionale Laitière Agricole Coopérative) en 1965 à Vienne (Isère), laquelle s'est faite par regroupement des coopératives de Lyon, Grenoble et Saint-Étienne, s'est posé le problème des marques sous lesquelles chacune d'elles diffusait ses produits. Yoplait sera le regroupement de ces trois coopératives agricoles françaises. En 1965 à l'origine les coopératives comptaient 22 000 producteurs, qui se sont regroupées pour vendre en commun leur production de lait créant la SODIMA. Jean-Marie Perrin est le fondateur de Yoplait, André Gaillard et Jean-Marie Perrin, co-directeur général, Albert Genin son président.

### 1971: implantation en Amérique du Nord
En 1971, la marque s'implante en Amérique du Nord[réf. nécessaire]. Le lancement d'une des marques phares du groupe, le yaourt à boire Yop, intervient en 1974.
L'année 1990 voit la création du groupement de coopératives agricoles Sodiaal auquel est intégré Yoplait.
En 2002, Sodiaal cède 50 % de la société à Paribas Affaires industrielles (PAI Partners), un fonds d'investissement de private equity pour 71 millions d'euros. Arrivée de Lucien Fa à la tête de l'entreprise,. L'usine de Vienne-Estressin (Isère) est alors considérée comme la plus moderne usine laitière d'Europe.
L'usine de Ressons-sur-Matz (Oise) est fermée en 2006. En décembre 2010, l'entreprise achète la marque québécoise Liberté.

### 2011: rachat par l'Américain General Mills
En 2011, PAI Partners manifeste son désir de sortir du capital du groupe. Plusieurs hypothèses de reprises sont envisagées. Les groupes suisse Nestlé d'une part et chinois Bright Food d'autre part font une offre valorisant la société à 1,7 milliard d'euros. Le groupe mexicain Lala et les groupes français Bel et Lactalis déposent également un dossier de reprise. L'État français, qui souhaite que Yoplait conserve une majorité de capitaux français, envisage une solution au travers de son fonds stratégique d'investissement. 
Finalement, en mars 2011, le groupe américain General Mills débourse 800 millions d'euros pour prendre le contrôle du groupe avec 51 % des actions ordinaires votantes. PAI Partners cède la totalité de sa participation (50 %) et Sodiaal 1 %.
En décembre 2020, Yoplait, en partenariat avec Total et l'entreprise portugaise Intraplas, qui produit des plastique destinés à l'alimentaire, annonce la mise au point d'un procédé permettant de fabriquer des pots de yaourt à partir de plastiques recyclés, une première dans un secteur des produits laitiers fortement générateur de déchets d'emballage. La production de ces pots « verts » devrait commencer fin 2023, le temps d'appliquer cette innovation à l'échelle industrielle,.

### 2021: reprise progressive par la coopérative française Sodiaal
En mars 2021, Sodiaal annonce être en discussion pour racheter les 51 % détenus par General Mills en échange des parts détenues par Sodiaal dans Yoplait Canada. Le 1er décembre 2021, Sodiaal conclut un accord pour racheter les parts de General Mills en échange des royalties sur le marché nord-américain. 
En septembre 2024, General Mills et Sodiaal se mettent d'accord sur la reprise des activités canadiennes de Yoplait. L'opération est finalisée en janvier 2025, les activités étant regroupées dans la filiale Yoplait Liberté Canada.

## Métiers
Yoplait est notamment leader en France dans le secteur des yaourts aux fruits et est numéro deux mondial des produits laitiers dits ultra-frais.
L'entreprise commercialise notamment les produits suivants : Panier de Yoplait (yaourts aux fruits), Petits Filous (petits suisses aromatisés et crèmes dessert), Petit Yoplait (petits suisses nature), Calin (Fromage blanc enrichi en calcium et vitamine D) et Calin + (yaourt enrichi en calcium et vitamine D), Yop (yaourt à boire), Yopa ! (yaourt égoutté), Perle de Lait (spécialité laitière), Frulos (yaourt aux arômes de fruits), Filous Tub's (sticks à emporter), Crème fraîche, Yorik (lait fermenté) et Liberté. 
Marques anciennement commercialisées : Dizzy (yaourt à boire pétillant) et Mister Jelly (gelée parfumée au fruit).

## Organisation
La particularité de Yoplait réside dans un système de franchise de sa marque. Se reposant sur le dynamisme d'entrepreneurs locaux, Yoplait est présent dans près de 50 pays dans le monde. Dès 1969, la première franchise est attribuée en Suisse. Ainsi aux États-Unis, General Mills en est dépositaire. Trente-sept franchises sont établies dans 45 pays.
Yoplait gère trois usines en France à Monéteau (Yonne), à Vienne (Isère) et au Mans (Sarthe).
Des filiales ou coentreprises sont installées en République tchèque, au Royaume-Uni, en Slovaquie et en Suède.

## Communication
Le logo de Yoplait a toujours été une petite fleur. Inspiré par Dominique Perrin de l'École des beaux-arts de Lyon, il fut par la suite revu par Philippe Morlighem, directeur de la création chez Publicis.

## Données financières

### Structure
- Chiffre d'affaires en 2019 : 906,7 millions d'euros[17] ;
- Cinq filiales en Europe ;
- Chiffre d'affaires Yoplait France en 2020 : 543 081 835[18] ;
- 1 066 employés en France en 2019[19] ;
- 17 600 pots consommés chaque minute dans le monde[réf. nécessaire].

### Actionnariat
En février 2011, les sociétés Axa Private Equity, Bain Capital, Bel, Bright Food, General Mills, Lactalis, Lala, Lion Capital et Nestlé ont chacune déposé une offre d'achat des 50 % de parts mis en vente. General Mills finalise en 2011 le rachat de 51 % du capital du numéro deux mondial des produits laitiers, la société Yoplait pour 810 millions d'euros. Sodiaal, qui compte 9 000 producteurs de lait français, détenait les 49 % restants.
En 2021, Sodiaal reprend la totalité du capital de Yoplait en France et en Europe à General Mills, ainsi qu'au Canada en 2025.